# Parasol Henbei
Parasol Henbei (яп. パラソルへんべえ Парасору Хэнбэй) — японский аниме-сериал, выпущенный студией Seoul C&D. Транслировался по телеканалу NHK с 2 октября 1989 года по 12 января 1991 года. Всего выпущено 200 серий аниме. Сериал также транслировался на территории Испании по телеканалу Antena 3  и Израиля. По мотивам аниме в 1990 году  компанией SAS Sakata была выпущена игра для приставки Game Boy., эта же игра компанией была выпущена для NES в 1991 году .
В 1989 году были выпущены фигурки главного персонажа аниме — Хэнби.

## Сюжет
Сюжет разворачивается вокруг Хэнби, который из родного мира случайно попал через волшебный портал на Землю (Японию). Вскоре он встречает ребёнка по имени Маруко, который помогает Хэнби попасть обратно в его мир, однако портал оказывается закрыт и поэтому Хэнби ему приходится остаться на Земле на неопределённое время и поселится в доме Маруко, вскоре они становятся близкими друзьями. У Хэнби есть волшебный зонтик благодаря которому он может летать и творить чудеса, также Хэнби может разговаривать с животными. Позже портал снова открывается и из него прибывают другие обитатели другого мира, которые позже начинают сопровождать главных героев. К концу истории, когда у Хэнби снова появляется возможность вернуться в свой родной мир, он колеблется, так как не хочет разрывать дружбу с Маруко, в конце концов они оба решают отправиться в другой мир с помощью магического зонтика.

## Роли озвучивали
- Мэйко Накамура — Хэнбэ
- Норико Хидака — Мэгэру
- Акира Мураяма — Утики Доута
- Эйко Ямада — Канби
- Хидэюки Умэдзу — Канэхико
- Дзёдзи Янами — Хорэ-Дзисан
- Дзюнко Хори — Маруко
- Канэта Кимоцуки — Тонби
- Кэйко Хан — Кавай
- Косэй Яги — Сэнби
- Марико Мукай — Тинби
- Рэй Сакума — Абуко Идзуми
- Рихоко Ёсида — Утики Ёко
- Рюсэй Накао — Мэмосукэ